# Просвітлена ніч

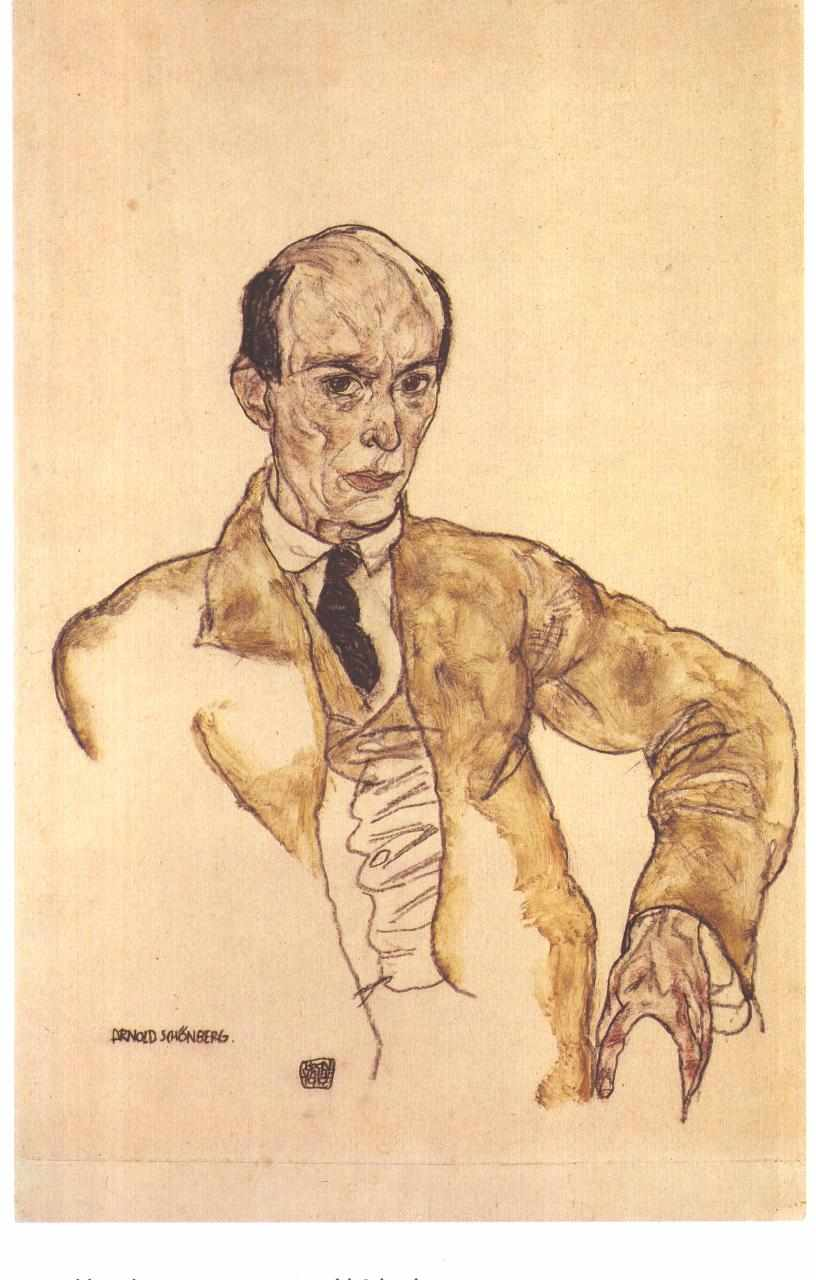
Арнольд Шенберґ, картина Еґона Шіле, 1917.

Просвітлена ніч (нім. Verklärte Nacht), Op. 4 — струнний секстет в одну дію австрійського композитора Арнольда Шенберга, написаний в 1899 році. Вважається однією з найважливіших ранніх робіт композитора. Твір був натхнений однойменним віршем Ріхарда Демеля в поєднанні з впливом на Шенберга сильних почуттів від зустрічі з Матильдою Цемлінскою (Mathilde von Zemlinsky), з якою він пізніше одружився.
Твір можна умовно розділити на п'ять частин, які відповідають п'яти строфам вірша Демеля; проте, немає єдиного критерію щодо поділу твору.

## Прем'єра
Прем'єра відбулася 18 березня 1902 року у Віденському Музікферайні (нім. Wiener Musikverein) за участю Rosé Quartet, Франца Єлінека і Франца Шмідта. Арнольд Розе (Arnold Rosé) з Альбертом Бахріхом (Albert Bachrich) грали на скрипці, Anton Ruzitska з Франц Єлінек — на альті, Фрідріх Буксбаум і Франц Шмідт — на віолончелі.